# Деметрио Албертини
Деметрио Албертини (итал. Demetrio Albertini; 23. август 1971, Бесана ин Брианца) је бивши италијански фудбалер, који је играо на позицији везног играча.

## Каријера
Албертини је поникао у омладинској школи Милана, за који је играо 14 година као сениор. Био је део једне од најуспешнијих генерација у историји клуба крајем 80-их и почетком 90-их година 20. века. Са Миланом је 5 пута био шампион Италије и 3 пута шампион Европе.
Године 2002. прелази у Атлетико Мадрид за који игра једну сезону, и након тога прелази у римски Лацио. У Лацију такође остаје једну сезону, и у тој сезони са екипом осваја Куп Италије. Године 2004. прелази у Аталанту, да би у јануару 2005. прешао у Барселону за коју је одиграо свега 5 мечева и завршио каријеру.

## Репрезентација
За репрезентацију Италије је дебитовао 21. децембра 1991. на пријатељском мечу против Кипра. Са репрезентацијом је учествовао на 2 Светска и 2 Европска првенства, док је са олимпијском репрезентацијом учествовао на Летњим олимпијским играма 1992. у Барселони.
На Светском првенству 1994. са репрезентацијом је освојио друго место, након пораза у финалу од Бразила. Такође је са репрезентацијом освојио друго место на Европском првенству 2000. године, након шокантног пораза у финалу од Француске. На том првенству Албертини је био део најбољег тима првенства.
Укупно је за репрезентацију одиграо 79 утакмица и постигао 3 гола.

## Трофеји
Милан
- Серија А: 1991/92, 1992/93, 1993/94, 1995/96, 1998/99
- Суперкуп Италије: 1988, 1992, 1993, 1994
- Лига шампиона: 1988/89, 1989/90, 1993/94
- Европски суперкуп: 1989, 1990, 1994

Лацио
- Куп Италије: 2003/04

Барселона
- Прва лига Шпаније: 2004/05

Индивидуални
- Део најбољег тима Европског првенства 2000